# Puebla de Alcollarín
Pour les articles homonymes, voir Puebla (homonymie).
Puebla de Alcollarín est une localité espagnole située dans la commune de Villar de Rena, dans la province de Badajoz en Estrémadure.
Elle compte 405 habitants en 2015[réf. souhaitée].

## Situation
Puebla de Alcollarín se trouve à moins de 5 km du chef-lieu de Villar de Rena en direction du nord.
La localité semble en partie bordée par le río Ruecas (es) à l'est[à vérifier] et par la province de Cáceres à l'ouest et au nord.
Elle est traversée par une route menant de Palazuelo (autre localité de la commune) à Casar de Miajadas (localité de la commune de Miajadas dans la province de Cáceres). 
Son statut particulier (en espagnol : entidad local menor) lui confère une personnalité juridique propre au sein de la commune de Villar de Rena.
Elle fait cependant partie du district judiciaire de Villanueva de la Serena dans la comarque de Vegas Altas comme le reste de la commune.

## Histoire
Fondée en 1959[réf. souhaitée], Puebla de Alcollarín est l'une des localités créées dans le cadre du plan Badajoz (es) initié sous le régime franquiste, plan qui visait à doter l'agriculture de la province de Badajoz d'un système d'irrigation et d’électrification basé sur le fleuve Guadiana.